# 숙녀들의 합창
숙녀들의 합창(Ladies Of The Chorus)은 미국에서 제작된 필 칼슨 감독의 1949년 뮤지컬 영화이다. 마릴린 먼로 등이 주연으로 출연하였다. 참으로 좋은 영화다.

## 출연

### 주연
- 마릴린 먼로
- 아델 제건스
- 랜드 브룩스
- 나나 브라이언트
- 에디 가
- 스티븐 거레이

### 조연
- 데이브 배리
- 글레이디스 블레이크
- 폴 E. 번즈
- 로버트 클락
- 빌 에드워즈
- 마이론 힐리
- 마저리 호쉘
- 도널드 카
- 프랭크 J. 스캔넬
- 엘미라 시시온스
- 알 톰슨
- 도로시 터틀
- 이멧 보겐